# Isłocz
Isłocz (biał. Iслач, ros. Ислочь) – rzeka w środkowej Białorusi (obwód miński i grodzieński), lewy dopływ Berezyny w zlewisku Morza Bałtyckiego. Długość - 102 km, powierzchnia zlewni - 1330 km², średni przepływ u ujścia - 10 m³/s, nachylenie - 1,9‰. 
Źródła pod Górą Dzierżyńską na Wysoczyźnie Mińskiej. Spływa na zachód na Równinę Nadniemeńską i uchodzi do Berezyny. Głęboko wcięta dolina szerokości 0,3–0,5 km, szerokość koryta 10–40 m. Na całej długości występują niewielkie wyspy rzeczne. Brzegi strome, piaszczyste. Jedna z niewielu rzek Białorusi, w których występuje pstrąg potokowy. Turystyka wodna. 
Do dopływów zalicza się Wołma.